# Bewässerungsmethoden am Nil
Die Bewässerungsmethoden am Nil haben ihren Ursprung vor etwa 5000 Jahren, als die Ägypter begannen, nicht mehr nur die vom Nil überschwemmten Flächen zu bestellen, sondern die jährlichen Fluten systematisch zur Bewässerung speziell angelegter Felder zu nutzen. Ihre Methoden blieben weitgehend unverändert und überdauerten Eroberungen des Landes durch Perser, Griechen, Römer, Araber und Türken sowie Epidemien und Hungersnöte. Erst die im 19. Jahrhundert beginnende rasche Bevölkerungszunahme und das Streben nach zusätzlichen Einnahmequellen durch den Anbau von am Nil bislang nicht bekannten Pflanzen erforderten eine intensivere Bodennutzung und damit andere Methoden sowie die Kontrolle des Flusses durch Stauwehre und große Kanalisationssysteme.

## Saisonale Bewässerung in Überschwemmungsbassins
Grundlage der ägyptischen Landwirtschaft war die jährlich wiederkehrende und vorhersehbare Überschwemmung der Flussniederungen und des Nildeltas, die ihren Ursprung in den regenzeitlichen starken Niederschlägen im äthiopischen Hochland mit seinen mehr als 4000 m hohen Bergen hat. Diese Wassermengen fließen weitgehend in den Blauen Nil und den Atbara und damit in den Nil. Bei Assuan im Süden Ägyptens ließen sie den Nilpegel ab Juni steigen, bis er im August seinen Höchststand erreichte und im September wieder abfiel. Die sich langsam flussabwärts bewegende Flutwelle erreichte das Nildelta etwa zwei Wochen später. Bei Kairo begann sie Anfang Juli, erreichte ihren Höchststand in den 14 Tagen von Ende September bis Anfang Oktober und fiel dann wieder ab. Der tiefste Wasserstand war im Mai erreicht.
Die Ägypter teilten die landwirtschaftlich genutzten Flächen in Überschwemmungsbassins auf, die 500 bis 48.000 Feddans groß sein konnten (2 bis 200 km²). Sie wurden mit Dämmen umgeben und mit Zu- und Abflusskanälen ausgestattet. Die Bassins wurden einmal jährlich zur Zeit des höchsten Wasserstandes der Nilschwemme geflutet und dann für ca. sechs Wochen geschlossen, damit der Schlamm sich absetzen und der Boden durchfeuchtet werden konnte. Anschließend wurde das restliche Wasser in benachbarte, tiefer liegende Becken und in den schon wieder fallenden Nil abgelassen. Unmittelbar nach dem Ablassen der Bassins erfolgte die Aussaat, also meist im November oder Anfang Dezember. Bis zur Ernte dauerte es nur drei bis vier Monate; in der anschließenden Trockenheit war Ackerbau kaum möglich. Somit konnten auch nur Pflanzen angebaut werden, die in dieses Bewässerungs- und Zeitschema passten.
Über Kanäle mit geringerem Gefälle als der Nil konnten auch entferntere und geringfügig höher gelegene Flächen geflutet werden. Das System war jedoch empfindlich gegenüber den Schwankungen der einzelnen Fluten. War die Schwellhöhe zu gering, wurden höhere Bassins nicht ausreichend oder gar nicht gefüllt, was zu ausfallenden Ernten und damit zu Hungersnöten führte; eine zu hohe Schwelle zerstörte Dämme und Häuser.
Mit dieser Flächenstaumethode wurde der Boden nicht übermäßig beansprucht, die Fruchtbarkeit wurde durch den jährlichen Eintrag von Schlamm aufrechterhalten. Es war deshalb nicht nötig, Land brach liegen zu lassen. Versalzung trat nicht auf; im Sommer lag der Grundwasserspiegel weit unter der Oberfläche, während der Flut wurden möglicherweise angesammelte Salze wieder ausgewaschen.
Mit dem nach 1500 v. Chr. aus Mesopotamien übernommenen Schaduff, einer Art Ziehbrunnen, und der in hellenistischer Zeit eingeführten Sakia, einem von Ochsen angetriebenen Schöpfrad, gelang es, auch während der Trockenheit Felder mit dem Wasser aus dem Grundwasser, aus dem Fluss oder aus Kanälen zu bewässern und dadurch zusätzliche Anbauflächen zu schaffen. Gelegentlich wurde auch die Noria, ein wohl aus Syrien übernommenes, von der Wasserströmung angetriebenes Schöpfrad eingesetzt. Mit diesen Geräten konnten aber keine großen Wassermengen gefördert und deshalb auch keine großen Flächen kultiviert werden.
Mit der saisonalen Bassinbewässerung konnten im Alten Ägypten 2 bis maximal 12 Mio. Einwohner ernährt werden. Zu der Zeit als Ägypten römische Provinz war und zur Versorgung des Imperiums mit Getreide beitrug, dürften 10.000 km² landwirtschaftliche Fläche bestellt worden sein. Nach der Spätantike verfielen die Methoden und die Anlagen langsam, so dass auch die Bevölkerung abnahm. Um 1800 hatte das Land nur noch etwa 2,5 Millionen Einwohner.

## Ganzjährige Kanalbewässerung
Muhammad Ali Pascha (1805–1848 Vizekönig von Ägypten) führte vielfältige Reformen ein und bemühte sich, die kultivierbare Fläche auszudehnen und mit dem Anbau von Baumwolle zusätzliche Einnahmen zu erzielen. Zu diesem Zweck ließ er die Delta Barrages über den Rosetta- und den Damietta-Arm bauen, die nach seinem Tod und nach anfänglichen Schwierigkeiten den Nil bei Niedrigwasser so weit aufstauten, dass ein neu angelegtes Kanalsystem im Nildelta die Felder ganzjährig bewässern konnte. Dazu verteilen Haupt- und Zweigkanäle das Wasser in Sommerkanäle, die nur im Sommer Wasser führen, und in Schwemmkanäle, die nur während der Flut geöffnet werden. Gegen Ende des 19. Jahrhunderts gab es im Delta 7.200 km Sommer- und 4.000 km Schwemmkanäle.
Mit der ganzjährigen Bewässerung waren erstmals zwei, manchmal sogar drei Ernten möglich. Außerdem konnte erstmals Baumwolle angebaut werden, eine Pflanze, die keine Trockenheit, aber auch keine Nässe im Boden verträgt und eine längere Wachstumsperiode hat.

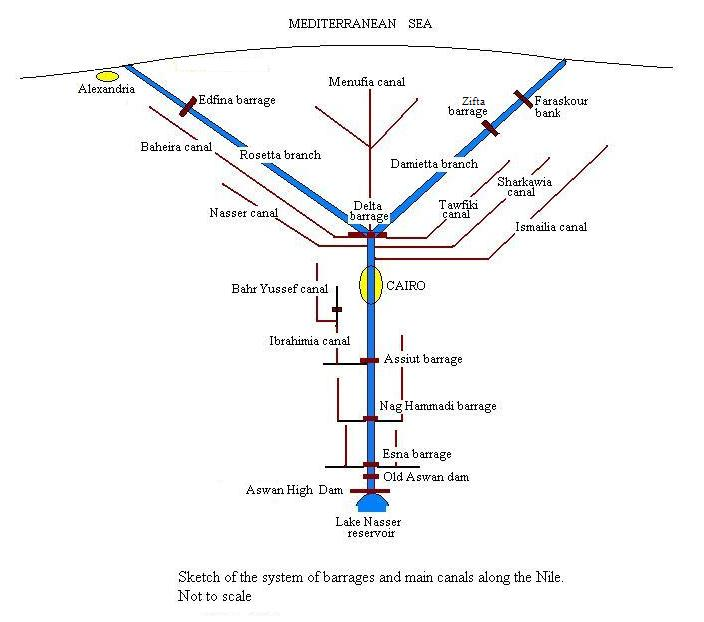
Schema der Haupt-Bewässerungskanäle

Ismail Pascha (1863–1879 Vizekönig) ließ den in Asyut beginnenden und 1873 fertiggestellten Ibrāhīmiyya-Kanal bauen. Der zunächst 320 km lange Kanal zweigte ursprünglich ohne besondere Wehre vom Nil ab und dient damals wie heute der ganzjährigen Bewässerung der Felder entlang seinem Lauf. Zwischen 1898 und 1903 wurden das Asyut-Stauwehr und verschiedene Wehre in dem Kanal gebaut, um die Bewässerung besser steuern zu können, mit der eine Fläche von etwa 2.300 km² versorgt wird.
Am Ende des 19. Jahrhunderts wurden in Ägypten 16.290 km² ganzjährig bewässert, davon in Unterägypten 13.913 km² und in Oberägypten 2.377 km², eine deutliche Zunahme gegenüber der Zeit der Überschwemmungsbassins.
Unter der britischen Leitung ging der Um- und Ausbau des Bewässerungssystems rasch weiter. Das Zifta-Stauwehr (1903) im Damietta-Arm und das Esna-Stauwehr (1906) wurden gebaut, mit dem Naga-Hammadi-Wehr (1930) wurden die letzten Gebiete unterhalb Assuans an Bewässerungskanäle angeschlossen.
Diese Stauwehre hatten den Zweck, für eine ganzjährige und den Umständen entsprechend gleichmäßige Wasserversorgung durch die Kanalsysteme zu sorgen. Mit ihnen konnte zwar der Nil gesperrt werden, um das Wasser in die Kanäle zu leiten. Ihr Stauvolumen war jedoch sehr klein, weshalb die große Zahl der Tore in den Staumauern geöffnet werden musste, um die Spitze der Flut passieren zu lassen. Umgekehrt konnten keine großen Wasservorräte angelegt werden, um Trockenperioden auszugleichen. Der Nilschlamm hatte in diesem System eine nachrangige Bedeutung, er war im Gegenteil manchmal hinderlich, wenn er die Kanäle zusetzte und mühsam geräumt werden musste.
Im Übrigen war im Sudan schon 1925 der Sannar-Damm zur Versorgung der Kanäle des Gezira-Projektes gebaut worden, in dessen Stausee sich ein großer Teil der Sedimente absetzte, die in Ägypten den Nilschlamm bildeten.

## Wasserbevorratung
Zwischen 1899 und 1902 wurde die Assuan-Staumauer gebaut, die 1912 und 1933 noch zweimal erhöht wurde. Sie war die erste Staumauer am Nil mit einem nennenswerten Stauvolumen. Ihr Zweck war allein die Regulierung der Flut, um stromabwärts eine gleichmäßigere Wasserführung in der Niedrigwasserperiode zu erreichen; an sie waren keine Bewässerungskanäle angeschlossen.
Der 1937 fertiggestellte Jebel-Aulia-Damm am Weißen Nil oberhalb von Khartum wurde gebaut, um Wasser während der Flut im Blauen Nil zurückzuhalten, mit dem aufgestauten Wasser die Perioden geringer Wasserführung im Blauen Nil auszugleichen und damit zu einer gleichmäßigen Wasserführung am Unterlauf des Nils beizutragen.

## Großräumige, großvolumige Bevorratung
Mit den von der alten Assuan-Staumauer und vom Jebel-Aulia-Damm aufgestauten Wassermengen konnte zwar die einzelne Niedrigwasserperiode des jeweiligen Jahres ausgeglichen werden, sie genügten aber bei weitem nicht, ein ganzes Jahr mit besonders niedrigen Wasserständen zu überbrücken.
Schon 1920 gab es Ideen, mit dem Tanasee und Stauseen im Sudan das dazu erforderliche Speichervolumen zu schaffen. Ein ausgearbeiteter Plan zur Überbrückung eines Jahrhundert-Minimums wurde 1946 von H. E. Hurst vorgelegt, einem anerkannten Nil-Fachmann und hohen britischen Beamten im ägyptischen Bauministerium. Danach sollte nicht nur der Tanasee, sondern auch der Viktoriasee und der Albertsee gestaut und der Sudd durch den Jonglei-Kanal durchlässig gemacht werden. Der Plan wurde jedoch von den betroffenen Ländern zurückgewiesen, nur der Owen-Falls-Damm am Ausgang des Viktoriasees wurde gebaut. In Ägypten hatte inzwischen Gamal Abdel Nasser die Macht übernommen. Statt vieler Projekte in anderen Ländern bevorzugte er einen großen, allein der Kontrolle Ägyptens unterliegenden Damm.
Dies führte zum Bau des Assuan-Staudammes (Assuan-Hochdamm), mit dem genügend Wasser gestaut werden kann, um ein statistisch in hundert Jahren nur einmal vorkommendes Minimum der Wasserführung auszugleichen, ohne dass Ägypten vom Wohlwollen anderer Staaten flussaufwärts abhängig wäre. Außerdem ließ er sich in einem kürzeren Zeitraum bauen, als für den Hurst-Plan notwendig gewesen wäre, und produziert große Strommengen, die für die Entwicklung des Landes dringend benötigt werden.
Die Nilflut, die tausende von Jahren das Wohlergehen Ägyptens beeinflusst hatte, endete damit im Nassersee (nachdem ein großer Teil des Nilschlamms sich vorher schon im Sannar-Damm und im Roseires-Damm abgesetzt hatte). Mit dem Assuan-Staudamm kann seitdem der Wasserbedarf der Landwirtschaft, des Kraftwerks und der Schifffahrt (für die Touristen) tagesgenau gedeckt werden.
Auch dies hat jedoch seine Grenzen. Perioden von Hoch- bzw. Niedrigwasser im Nil erstrecken sich häufig über zwei oder drei Jahre, wie es Ende der 1980er Jahre geschah. 1988 war der Wasserspiegel im Nassersee so weit gefallen, dass der Reisanbau reduziert werden musste, nur noch weniger als zwei Drittel der Stromerzeugungskapazität genutzt werden konnten und große Touristenschiffe nicht mehr ausreichend Wasser unter dem Kiel hatten. Ein weiteres Jahr mit geringer Wasserführung hätte Ägypten vor ernste Probleme gestellt: die Stromerzeugung am Assuan-Damm hätte ganz eingestellt und die Bewässerung erheblich reduziert werden müssen.

## Ausbau des Kanalsystems
Seit dem Bau der Delta-Barrages wurden zusammen mit dem Bau der verschiedenen Stauwehre die Kanalsysteme ausgebaut, erweitert und umgebaut. Mit regulierbaren Wehren von oft beachtlichen Ausmaßen erfolgte die Steuerung des Wasserflusses. Zahlreiche Kanäle wurden außerdem als Wasserwege für die Frachtschifffahrt benutzt. Neben der Bewässerung durch Kanäle kamen auch eine große Zahl von Pumpen zum Einsatz, teilweise in großen Pumpwerken, die zunächst von Dampfmaschinen angetrieben wurden, später von Dieselmotoren. So entstand unterhalb von Assuan ein komplexes System von Haupt- und Seiten-, Verteiler-, Drainage- und Abflusskanälen, das die ursprünglichen Überschwemmungsbassins vollständig verdrängt hat.